# Odontosoria flexuosa
Odontosoria flexuosa là một loài dương xỉ trong họ Lindsaeaceae. Loài này được Maxon mô tả khoa học đầu tiên năm 1913.